# Chu công Đán
Chu Công (chữ Hán: 周公), tên thật là Cơ Đán (姬旦), còn gọi là Thúc Đán (叔旦), Chu Đán (週旦) hay Chu Văn công (周文公), là công thần khai quốc nhà Chu trong lịch sử Trung Quốc. Ông có công giúp Chu Vũ vương Cơ Phát lập ra nhà Chu, giành quyền thống trị Trung Hoa từ tay nhà Thương.
Sau khi Chu Vũ Vương chết, Cơ Đán đã giúp Tân vương là Chu Thành vương xây dựng và phát triển nhà Chu. Hình ảnh của ông tiêu biểu cho tấm lòng trung quân phò chúa, không sinh dị tâm, thường được hậu thế về sau nhắc đến cùng với Y Doãn nhà Thương. Nhà Chu dưới sự nhiếp chính của ông đã vươn lên thành một nước mạnh mẽ, tạo tiền đề cho công cuộc xây dựng nên nền Văn minh Trung Hoa rực rỡ về sau. Công lao to lớn của Cơ Đán với sự phát triển của Văn minh Trung Hoa khiến người ta gọi ông bằng chức vụ là Chu Công, quên đi cái tên Cơ Đán, khiến cho nhiều người lầm tưởng Chu Công là tên thật của ông.
Thời kì Võ Tắc Thiên, ông được truy thành Bao Đức vương (褒德王), Tống Chân Tông cải truy thành Văn Hiến vương (文憲王). Hậu thế về sau thường gọi ông với cái tên Nguyên Thánh (元聖). Ông cũng là 1 trong 41 vị công thần được thờ tại Đế vương miếu (được nhà Minh, nhà Thanh xây dựng, trong đó có thờ 41 vị công thần được đánh giá là tài năng và tận trung nhất qua các triều đại).

## Thân thế
Cơ Đán là con thứ tư của Chu Văn vương Cơ Xương, sau Bá Ấp Khảo, Chu Vũ vương và Quản Thúc Tiên. Ban đầu Cơ Đán làm quan dưới triều của Cơ Xương. Sau khi Cơ Xương mất, Cơ Phát thay chức của cha, do Bá Ấp Khảo bị vua Trụ nhà Thương sát hại, Cơ Đán làm quan giúp anh mình ổn định triều chính, cùng với công thần khác là Khương Tử Nha phát triển quân đội nhà Chu, từng bước tấn công nhà Thương đang suy sụp.
Năm 1123 TCN, khi Khương Tử Nha cùng Cơ Phát chỉ huy quân đội phát động cuộc chiến tranh chống nhà Thương, Cơ Đán cùng ra mặt trận. Tại trận quyết định ở Mục Dã, ông đã giúp Cơ Phát viết Mục thệ, kể lại toàn bộ tội ác của vua Trụ. Quân Chu đại thắng, tiêu diệt nhà Thương. Trong lễ lên ngôi của Cơ Phát, Cơ Đán cầm búa lớn, cùng một người em khác là Thiệu Công cầm búa nhỏ đứng hai bên Cơ Phát làm lễ cáo tế trời đất.

## Phụ chính dẹp loạn
Nhà Chu lật đổ nhà Thương làm thiên tử, nhưng để giữ lòng người, vẫn phân phong cho người cũ của nhà Thương làm chư hầu. Vũ Vương cho con của Trụ Vương là Vũ Canh tiếp tục cai trị đất Ân để giữ hương hoả cho nhà Ân. Các vùng xung quanh nhà Ân còn chưa ổn định, nên chia làm ba khu vực: phía bắc Triều Ca đến đất Bội phong cho em trai Vũ Vương là Hoắc Thúc; phía đông Triều Ca là đất Vệ phong cho em vua là Quản Thúc, phía tây Triều Ca là đất Dung ông phong cho người em khác là Sái Thúc. Trên danh nghĩa, ba người em ông có trách nhiệm giúp đỡ Vũ Canh nhưng trên thực tế là để giám sát, vì vậy sử gọi là "Tam giám".
Chu Vũ Vương lên ngôi khi tuổi đã cao, lại lo nghĩ nhiều về việc nước nên được vài năm thì mắc bệnh nặng. Ông sai người lập đàn tế, cầu khấn trước bài vị Thái Vương, Vương Quý và Văn Vương, mong được chết thay cho Chu Vũ Vương. Được vài hôm, bệnh của Vũ vương thuyên giảm.
Tuy nhiên không lâu sau đó, Chu Vũ Vương tái phát bệnh và qua đời (1143 TCN). Thái tử Tụng còn nhỏ lên nối ngôi, tức là Chu Thành Vương. Chu Công Đán được Chu Vũ Vương uỷ thác phụ chính cho cháu. Ông đã hết lòng phù trợ Chu Thành Vương qua giai đoạn khó khăn nhất của nhà Chu khi mới giành chính quyền.
Ba người em khác của Chu Vũ Vương là Quản Thúc Tiên, Hoắc Thúc Xử và Sái Thúc Độ được phong đất làm "Tam giám" để canh chừng Vũ Canh nhưng lại nghe theo lời dụ của Vũ Canh, mưu lật nhà Chu để khôi phục nhà Thương nên cùng khởi loạn. Quản Thúc sai người phao tin rằng:
Chu công có âm mưu cướp ngôi vua
Chu Công bèn đến giãi bày với Khương Tử Nha và Thiệu công Thích rằng:
Tôi không trốn tránh việc, phải ra mặt giúp nhà vua giải quyết việc trị quốc, là vì sợ có người chống lại vương thất nhà Chu.
Chu Công được phong ở nước Lỗ nhưng ông ở lại triều đình làm phụ chính cai quản mọi việc. Ông cho con là Lỗ Bá Cầm thay mình về nước Lỗ thụ phong, trước khi đi ông dặn dò Bá Cầm phải rất khiêm nhường và giữ lễ nghĩa trong việc trị quốc.
Không lâu sau, Quản Thúc Độ, Hoắc Thúc Xử và Sái Thúc Tiên giúp Vũ Canh dấy binh của bộ lạc Hoắc Địa nổi loạn chống nhà Chu. Chu Công và Thiệu công tập trung dàn xếp xong việc nội chính, sau đó ông mang quân đi đông chinh.
Qua 3 năm chiến tranh (1020 TCN), Chu Công đánh bại được quân nổi loạn. Ông giết chết Vũ Canh và Quản Thúc Tiên; bắt Hoắc Thúc Xử và Sái Thúc Độ đi đày. Tuy nhiên Chu Công vẫn không hoàn toàn tận diệt họ nhà Ân. Ông phong cho tông thất nhà Ân là Vi Tử Khải ở nước Tống, phong đất Vệ của Quản Thúc trước đây cho em nhỏ của Vũ Vương là Khang Thúc.

## Củng cố chính quyền nhà Chu

### Chế độ phân phong chư hầu
Sau khi giành chính quyền từ tay nhà Thương, Cơ Đán đã cùng Chu Vũ Vương xây dựng nhà Chu. Ban đầu là định việc chia đất, phong tước cho những người có công. Định ra năm bậc tước: Công, Hầu, Bá, Tử, Nam. Chủ trương đúng đắn nhất là phong cho nhà quân sự Lã Vọng (Khương Tử Nha) tước Công, làm vua nước Tề ở miền đông, giúp việc phát triển kinh tế và ổn định miền đông nhà Chu.
Sau khi dẹp loạn, tình hình ổn định, Chu công lo việc củng cố chính quyền. Trên cơ sở sự phân phong chư hầu của Chu Vũ Vương, ông định ra chế độ phân phong theo huyết thống: cha truyền cho con trưởng. Ở thời điểm trước đó còn chưa có chế độ truyền tử, như trường hợp nhà Ân từng xảy ra: vua chết thì em vua nối ngôi, sau khi truyền hết cho các em mới đến con trưởng của vua trước. Như vậy có quá nhiều sự lựa chọn cho ngôi vua và dễ gây đấu tranh trong nội bộ hoàng tộc. Chu Công bỏ qua lệ này hy sinh quyền lợi của mình một lòng giúp cháu là Thành vương lên ngôi, giúp Chu Thành Vương đánh bại những người chú khác và đặt ra lệ truyền tử.
Nước Chu ở về phía tây, kém văn minh hơn so với các nước ở phương đông. Chu Công cho học hỏi những tinh hoa của cả nhà Hạ và nhà Thương. Điểm lớn nhất trong sự nghiệp của Chu Công là đặt lại chế độ phân phong, đại khái chế độ đó như sau:
1. đất của thiên tử vuông vức 1 vạn dặm
2. đất của công vuông vức 1 ngàn dặm
3. đất của hầu vuông vức 5 trăm dặm
4. đất của bá vuông vức 100 dặm
5. đất của tử vuông vức 50 dặm

Mỗi năm một lần thiên tử đi tuần thiên hạ nghe ca dao để biết dân tình. Hàng năm các chư hầu phải đến triều bái và nộp cống. Ngược lại thiên tử phải bảo vệ các chư hầu, nếu chư hầu nào tự tiện gây chiến thiên tử sẽ cùng các chư hầu khác đem quân đánh phạt. Nước nào bị mất mùa thiên tử phải giúp lúa.
Một học giả Pháp cho rằng chế độ phân phong chư hầu của nhà Chu còn hữu hiệu hơn Liên Hợp Quốc ngày nay. Tuy nhiên, thực tế lịch sử sang thời Đông Chu cho thấy tác dụng tích cực của chế độ này chỉ thực hiện được khi nhà Chu còn mạnh.
Trong Luận ngữ còn nhắc đến việc Khổng Tử luôn nằm mộng thấy Chu Công, nếu như lâu mà không thấy mộng thì Khổng Tử cho là mình đã suy rồi.

### Quy định đẳng cấp và lễ nghi
Chu Công xác lập đẳng cấp trong xã hội gồm có: thiên tử - chư hầu - khanh, đại phu - sĩ. Chế độ đẳng cấp này được giai cấp thống trị các triều đại sau tiếp nhận và chịu ảnh hưởng sâu sắc.
Ông có nhiều cống hiến trong việc định ra lễ nghi và nhạc trong triều đình. Ông đề ra các thể chế như phong tước, triều kiến, thăm hỏi, tang lễ, cúng tế... Đề ra quy định về trang phục như "ngũ phục" (5 loại quần áo mặc khi có tang), "ngũ lễ", tân, quân, gia, tam tòng tứ đức... làm cho quan hệ đẳng cấp có tôn ti trật tự, bảo đảm ổn định xã hội.
Ông đề ra quy định chặt chẽ về nhạc dùng và điệu múa ở các đẳng cấp khác nhau: hội hè, yến tiệc, hôn thú, ma chay... phải có kiểu riêng. Chế độ lễ nhạc mà Chu Công soạn ra tương đối hoàn chỉnh, giúp cho xã hội ổn định trật tự và phát triển. Lễ nhạc mà ông soạn ra cũng có ảnh hưởng sâu sắc đến các triều đại sau này.
Ngoài ra, ông thực hiện việc xây đông đô ở Lạc Ấp (Lạc Dương) là trung tâm trong thiên hạ theo ý định của Chu Vũ Vương khi còn sống. Nhà Chu truyền tới đời Chu Bình vương đã chính thức thiên đô về đây.

### Trao lại quyền hành
Chu Công Đán làm phụ chính trong 7 năm. Khi Chu Thành Vương khôn lớn, đã có thể đảm đương quốc sự, ông trao lại việc triều chính cho vua mới. Có người gièm pha ông với Thành Vương rằng:
Chu Công Đán muốn giành ngôi đã lâu, nếu nhà vua không cảnh giác thì dễ xảy ra nguy biến
Thành Vương tin lời gièm. Để tránh mâu thuẫn, Chu Công lui về ở ẩn tại nước Sở. Sau này Thành Vương xem được sắc thư của ông trong chiếc rương quý mới hiểu rõ lòng trung thành và nhiệt tình của ông, rất hối hận và sai người đi đón ông về.
Sợ Thành Vương đã khôn lớn sẽ buông thả, Chu Công bèn viết "Đa thổ" kể lại bài học mất nước của nhà Thương; sau đó ông lại viết "Vô dật" để khuyên Thành Vương cẩn thận trong điều hành chính sự.
Không rõ Chu Công mất năm nào và bao nhiêu tuổi. Ảnh hưởng của ông với đời sau rất lớn. Ông cùng với Y Doãn nhà Thương được xem là những tấm gương mẫu mực cho đời sau về lòng trung thành, tài năng phò tá vua nhỏ, củng cố những chính quyền mới thành lập trụ vững trong hoàn cảnh khó khăn.

## Gia đình
- Cha: Chu Văn Vương
- Mẹ: Thái Tự
- Con cái :
- Lỗ Bá Cầm, vua đầu tiên nước Lỗ